# كأس أذربيجان 2000–01
كأس أذربيجان 2000–01 هو موسم من كأس أذربيجان. أشرف على تنظيمه اتحاد أذربيجان لكرة القدم، وكان عدد الأندية المشاركة فيه 24، وفاز فيه Shafa Baku FK ‏.